# Fonzaleche
Fonzaleche ist ein spanischer Ort und eine Gemeinde (Municipio) in der Region La Rioja mit 124 Einwohnern (Stand: 2024). Neben dem gleichnamigen Hauptort Fonzaleche besteht die Gemeinde aus der Ortschaft Villaseca. 

## Lage
Fonzaleche liegt etwa 55 Kilometer südsüdwestlich von Vitoria-Gasteiz und etwa 49 Fahrtkilometer westnordwestlich von Logroño in einer Höhe von 560 m.

## Bevölkerungsentwicklung
| Jahr      | 1960 | 1970 | 1981 | 1991 | 2001 | 2011 | 2021 |
| Einwohner | 443  | 305  | 236  | 201  | 157  | 155  | 145  |

Infolge der Mechanisierung der Landwirtschaft und des daraus resultierenden geringeren Arbeitskräftebedarfs ist die Zahl der Einwohner seit der Mitte des 20. Jahrhunderts deutlich zurückgegangen.

## Sehenswürdigkeiten
- Martinskirche in Fonzaleche
- Romanuskirche in Villaseca
- Andreaskapelle

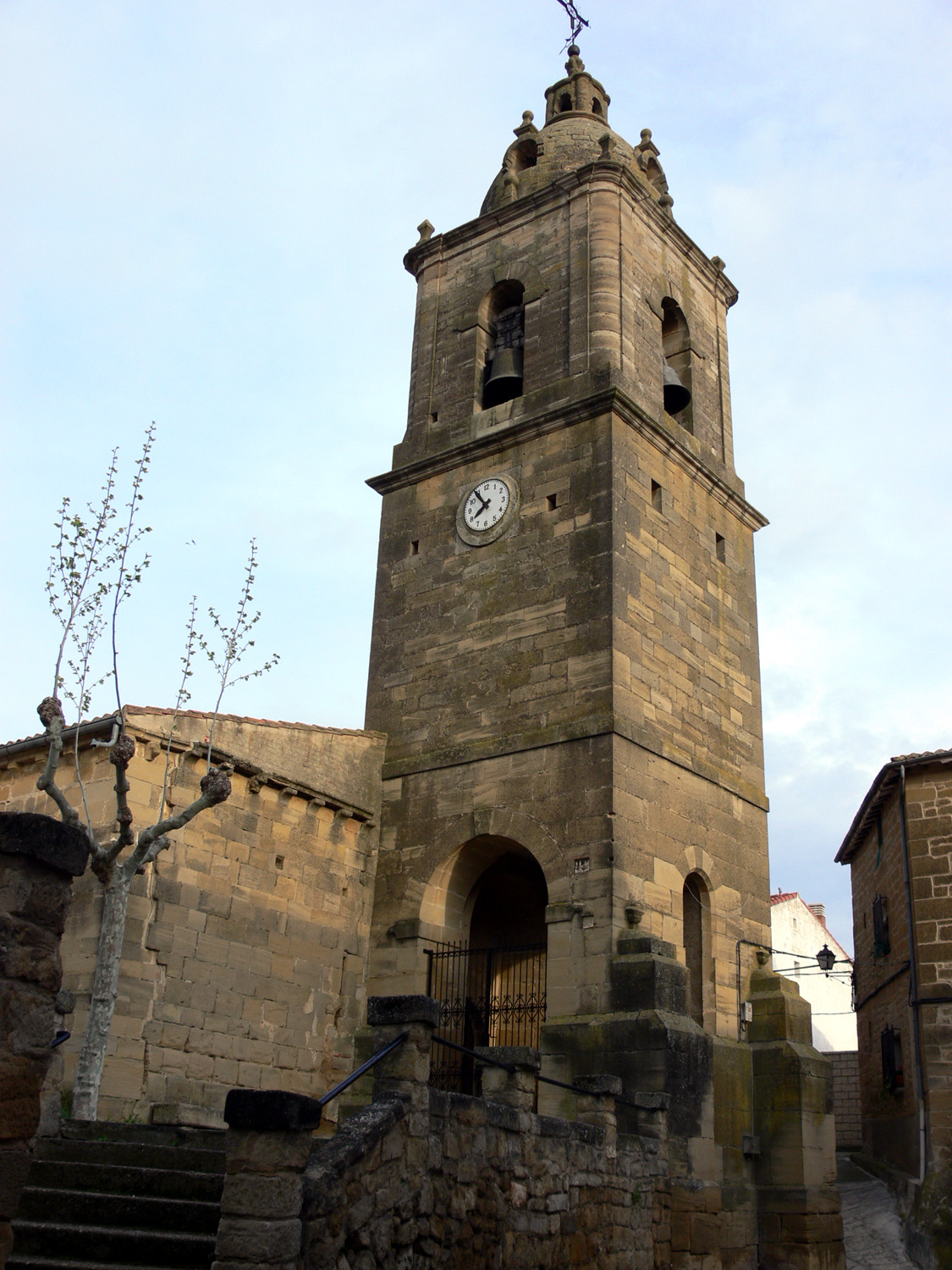
Martinskirche
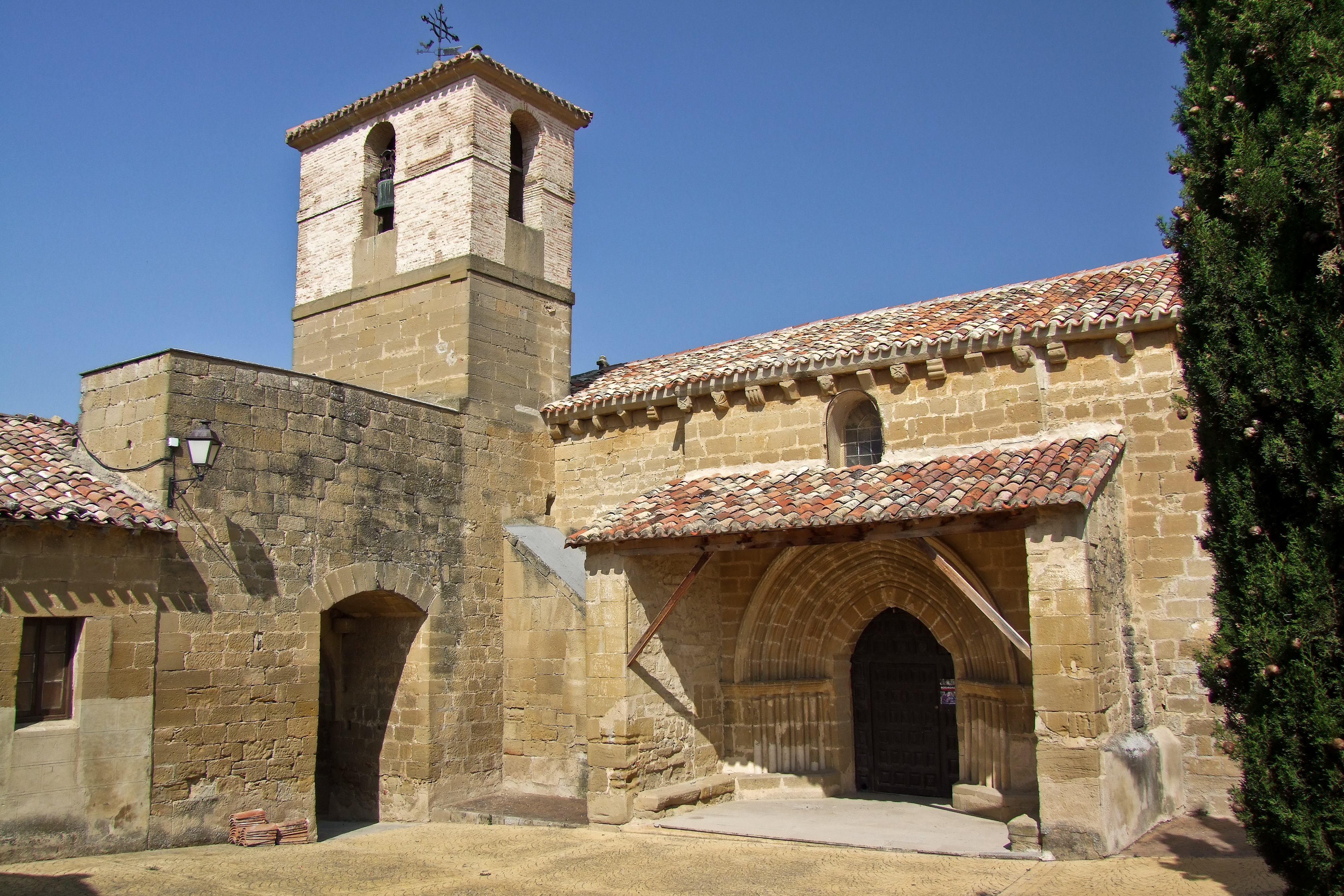
Romanuskirche